# クリスマスの約束 (曲)
「クリスマスの約束」（クリスマスのやくそく）は、小田和正とゆずによるユニットである「ゆずおだ」の楽曲。2006年11月29日にゆずが所属するセーニャ・アンド・カンパニー（トイズファクトリー系列）から3か月間限定生産のシングルとして発売された。

## 解説
本作は2003年に放送のTBS系『クリスマスの約束』にて一夜限りのユニットとして「ゆずおだ」を結成し、披露された楽曲。その後、2005年末に開催された小田の武道館公演で披露された。
楽曲はmusic.jpのテレビCMソングや丸井「ほめて、あげたいひと。Christmas Love 2006」のキャンペーンソングとして使用された。
カップリング2曲は、小田が発表した「大好きな君に」と、ゆずが発表した「いつか」をそれぞれリメイクして収録している。

## 収録曲
| 全編曲: ゆずおだ。 |                      |            |       |
| #                  | タイトル             | 作詞・作曲 | 時間  |
| 1.                 | 「クリスマスの約束」 | ゆずおだ   | 3:56  |
| 2.                 | 「大好きな君に」     | 小田和正   | 4:30  |
| 3.                 | 「いつか」           | 北川悠仁   | 4:52  |
| 合計時間:          | 合計時間:            | 合計時間:  | 13:18 |